# اوگه مورا
اوگه مورا (انگلیسی: Oge Mora) نویسنده و تصویرگر کتاب‌های کودکان است که در پراویدنس در ایالت رود آیلند زندگی می‌کند. او در سال ۲۰۱۹ برای کتاب ممنونم آمو!، مفتخر به دریافت جایزه کالدکوت، جایزه کورتا اسکات کینگ جان استپتو برای استعدادهای نو و جایزه کتاب ازرا جک کیتس شد.
والدین او از نیجریه به کلمبوس مهاجرت کردند. مورا در مدرسه طراحی رود آیلند تحصیل کرد. در حین گذراندن کلاسی به نام «تصویر و کلمه» در رود آیلند، او یک ماکت کتاب تصویری با عنوان خوراک آمو را به‌عنوان پروژه پایانی خود خلق کرد. استادِ کلاس، ویراستاران و مدیران هنری را برای دیدن کار نهایی دعوت کرد و پیش‌نویس مورا توسط انتشارات لیتل، براون اند کمپانی انتخاب شد و با عنوان ممنونم آمو! انتشار یافت.
تصویرگری‌های وی با استفاده از کاغذهای بریده‌شده، رنگ و قلم‌های علامت‌گذار چینی خلق می‌شوند.